# 穆基區
穆基區（西班牙語：Distrito de Muqui），是秘魯的一個區，位於該國中部胡寧大區的豪哈省，始建於1955年6月10日，面積11.74平方公里，海拔高度3,322米，2005年人口1,171，人口密度每平方公里100人。